# Criquetot-le-Mauconduit
Criquetot-le-Mauconduit és un municipi francès situat al departament del Sena Marítim i a la regió de Normandia. L'any 2007 tenia 137 habitants.

## Demografia

### Població
El 2007 la població de fet de Criquetot-le-Mauconduit era de 137 persones. Hi havia 48 famílies de les quals 12 eren unipersonals (4 homes vivint sols i 8 dones vivint soles), 4 parelles sense fills i 32 parelles amb fills.
La població ha evolucionat segons el següent gràfic:
Habitants censats

### Habitatges
El 2007 hi havia 72 habitatges, 46 eren l'habitatge principal de la família, 22 eren segones residències i 4 estaven desocupats. Tots els 72 habitatges eren cases. Dels 46 habitatges principals, 39 estaven ocupats pels seus propietaris, 6 estaven llogats i ocupats pels llogaters i 1 estava cedit a títol gratuït; 5 tenien tres cambres, 19 en tenien quatre i 22 en tenien cinc o més. 37 habitatges disposaven pel capbaix d'una plaça de pàrquing. A 22 habitatges hi havia un automòbil i a 21 n'hi havia dos o més.

### Piràmide de població
La piràmide de població per edats i sexe el 2009 era:
| Homes | Edats   | Dones |
| ----- | ------- | ----- |
| 0     | 95 o +  | 0     |
| 4     | 90 a 94 | 0     |
| 0     | 85 a 89 | 0     |
| 0     | 80 a 84 | 0     |
| 0     | 75 a 79 | 4     |
| 4     | 70 a 74 | 0     |
| 0     | 65 a 69 | 0     |
| 4     | 60 a 64 | 12    |
| 0     | 55 a 59 | 0     |
| 8     | 50 a 54 | 0     |
| 4     | 45 a 49 | 8     |
| 0     | 40 a 44 | 4     |
| 12    | 35 a 39 | 8     |
| 4     | 30 a 34 | 4     |
| 0     | 25 a 29 | 0     |
| 4     | 20 a 24 | 4     |
| 16    | 15 a 19 | 4     |
| 12    | 10 a 14 | 0     |
| 4     | 5 a 9   | 8     |
| 4     | 0 a 4   | 0     |

## Economia
El 2007 la població en edat de treballar era de 89 persones, 69 eren actives i 20 eren inactives. De les 69 persones actives 63 estaven ocupades (40 homes i 23 dones) i 6 estaven aturades (1 home i 5 dones). De les 20 persones inactives 4 estaven jubilades, 10 estaven estudiant i 6 estaven classificades com a «altres inactius».
Activitats econòmiques
Dels 4 establiments que hi havia el 2007, 1 era d'una empresa de fabricació de material elèctric i 3 d'empreses de construcció.
Dels 2 establiments de servei als particulars que hi havia el 2009, 1 era un guixaire pintor i 1 lampisteria.
L'any 2000 a Criquetot-le-Mauconduit hi havia 4 explotacions agrícoles.

## Poblacions més properes
El següent diagrama mostra les poblacions més properes.